# Lista de monarcas de Castela
Embaixo encontra-se uma Lista de Monarcas de Castela, desde a fundação deste reino (como condado) até à unificação de Espanha em 1516. As datas referem-se ao período de reinado.

## Condado de Castela

### Marcaoriental do reino dasAstúrias(electivo)
- Rodrigo de Castela (861 - 873)
- Diogo Rodrigues Porcelos (873 - c.885)
- Munio Nuñez de Roa (c.899 - c.901), 1ª vez.
- Gonzalo Teles (c.901 - c.904)
- Munio Nuñez de Roa (c.904- c.909), 2ª vez.
- Gonçalo Fernandez (c.909)-(915)
- Fernando Ansurez (915-920), 1ª vez.
- Nuño Fernandez (920 - 926)
- Fernando Ansures (926 - c.929), 2ª vez.
- Gutier Nunes (c.929 - 931)
- Fernão Gonçalves (931-944), 1.ª vez
- Ansur Fernandez (944-945), eleito
- Fernão Gonçalves (945-970), 2.ª vez
- Garcia Fernandes, «o das Mãos Brancas» (970-995)
- Sancho Garcia, «o dos Bons Foros» (995-1017)
- Garcia Sanchez, «o Infante» (1017-1029)
- Munia Mayor de Castela (1029-1032), casada com Sancho Garcês III de Pamplona

## Reis de Castela

### Dinastia Jiménez
| # | Nome       |  | Início do governo      | Fim do governo         | Casamento(s) | Cognome(s) | Notas |
| - | ---------- |  | ---------------------- | ---------------------- | --- | ---------- | --- |
| 1 | Fernando I |  | 1037                   | 27 de Dezembro de 1065 | Sancha I de Leão 5 Filhos | o Grande   | primeiro rei de Castela, governa em leão conjuntamente com a sua esposa, Sancha I.                                 |
| 2 | Sancho II  |  | 27 de Dezembro de 1065 | 7 de Outubro de 1072   | Alberta Sem Filhos | o Forte    | Também rei de Castela (1065-1072), irmão de Afonso VI.                                                             |
| 3 | Afonso VI  |  | 7 de Outubro de 1072   | 1 de Julho de 1109     | Inês da Aquitânia Sem Filhos Constança da Borgonha 5 Filhos Berta Sem Filhos Zaida de Sevilha 3 Filhos Beatriz de Poitier Sem Filhos | o Bravo    | Também rei de Leão (1065-1109) e da Galiza (1071-1109), utilizando o título de imperador a partir de (1073         |
| 4 | Urraca I   |  | 1 de Julho de 1109     | 8 de Março de 1126     | Raimundo de Borgonha 2 Filhos Afonso I de Aragão Sem filhos                                                                          |            | casada com Raimundo da Borgonha (m. 1107) e depois com Afonso I de Aragão, o Batalhador, rei-consorte, não de jure |

### Dinastia da Borgonha

Depois da morte de Afonso VII, o reino foi repartido pelos seus dois filhos, Fernando (Leão) e Sancho (Castela e Toledo).
| #  | Nome             |  | Início do governo     | Fim do governo        | Casamento(s)                                                                   | Cognome(s)               | Notas                                                                                                |
| -- | ---------------- |  | --------------------- | --------------------- | ------------------------------------------------------------------------------ | ------------------------ | --- |
| 5  | Afonso VII       |  | 8 de Março de 1126    | 21 de Agosto de 1157  | Berengária de Barcelona 7 Filhos Riquilda da Polônia 2 FIlhos                  | o Imperador              | usando o título de imperador                                                                         |
| 6  | Sancho III       |  | 21 de Agosto de 1157  | 31 de Agosto de 1158  | Branca de Navarra 1 Filho                                                      | o Desejado               | |
| 7  | Afonso VIII      |  | 31 de Agosto de 1158  | 6 de Outubro de 1214  | Leonor de Inglaterra 10 Filhos                                                 | o Bom,o Nobre            | |
| 8  | Henrique I       |  | 6 de Outubro de 1214  | 6 de Junho de 1217    | Mafalda de Portugal Sem Filhos                                                 |                          | |
| 9  | Berenguela I     |  | 6 de Junho de 1217    | 30 de Agosto de 1217  | Afonso IX de Leão 5 Filhos                                                     |                          | regente durante a menoridade do irmão: 1214-1217; casa-se com Afonso IX de Leão, último rei de Leão) |
| 10 | São Fernando III |  | 30 de Agosto de 1217  | 30 de Maio de 1252    | Beatriz da Suábia 10 Filhos Joana d'Aumale 5 Filhos                            | o Santo                  | Também rei de Leão (1230-1252).                                                                      |
| 11 | Afonso X         |  | 30 de Maio de 1252    | 4 de Abril de 1284    | Violante de Aragão 11 Filhos                                                   | o Sábio                  | Também rei da Germânia (1257-1273). Adoptou o número X devido a Afonso IX de Leão.                   |
| 12 | Sancho IV        |  | 4 de Abril de 1284    | 25 de Abril de 1295   | Maria de Molina 7 Filhos                                                       | o Bravo                  | |
| 13 | Fernando IV      |  | 25 de Abril de 1295   | 7 de Setembro de 1312 | Constança de Portugal 3 Filhos                                                 | o Emprazado              | |
| 14 | Afonso XI        |  | 7 de Setembro de 1312 | 26 de Março de 1350   | Constança Manuel de Portugal Sem filhos Maria de Portugal 3 Filhos             | o Justiceiro,o do Salado | |
| 15 | Pedro I          |  | 26 de Março de 1350   | 23 de Março de 1369   | Branca de Bourbon Sem Filhos Maria de Padilla 4 Filhos Joana de Castro 1 Filho | o Cruel, o Justiceiro    | |

### Dinastia de Trastâmara
| #  | Nome         |  | Início do governo      | Fim do governo         | Casamento(s)                                              | Cognome(s)  | Notas |
| -- | ------------ |  | ---------------------- | ---------------------- | --------------------------------------------------------- | ----------- | --- |
| 16 | Henrique II  |  | 23 de Março de 1369    | 29 de Maio de 1379     | Joana Manuel de Castela 3 Filhos                          | o Bastardo  | filho ilegítimo de Afonso XI, e irmão do precedente, a quem assassinou para se apoderar do trono |
| 17 | João I       |  | 29 de Maio de 1379     | 9 de Outubro de 1390   | Leonor de Aragão 3 Filhos Beatriz de Portugal Sem Filhos  |             | casado com Beatriz de Portugal, pretendente ao trono português (1383-1385) |
| 18 | Henrique III |  | 9 de Outubro de 1390   | 25 de Dezembro de 1406 | Catarina de Lancaste 3 Filhos                             | o Enfermo   | |
| 19 | João II      |  | 25 de Dezembro de 1406 | 21 de Julho de 1454    | Maria de Aragão 4 Filho Isabel de Portugal 2 Filhos       |             | |
| 20 | Henrique IV  |  | 21 de Julho de 1454    | 14 de Dezembro de 1474 | Branca II de Navarra Sem Filhos Joana de Portugal 1 Filha | o Impotente | |
| 21 | Isabel I     |  | 14 de Dezembro de 1474 | 26 de Novembro de 1504 | Fernando II de Aragão 7 Filhos                            | a Católica  | filha de João II, disputou a coroa à sua sobrinha legítima Joana a Beltraneja; Governa conjuntamnte com o esposo, Fernando V. |
| -  | Fernando V   |  | 14 de Dezembro de 1474 | 26 de Novembro de 1504 | Isabel I de Castela 7 Filhos                              | o Católico  | Também Fernando II de Aragão. Foi o rei consorte de Isabel I. |
| 22 | Joana I      |  | 26 de Novembro de 1504 | 12 de Abril de 1555    | Filipe I de Castela 6 Filhos                              | a Louca     | Até 1506, governa conjuntamente com o esposo, Filipe I. Após a morte deste, rege ainda até 1516 e, finalmente, governa conjuntamente com o filho, Carlos I, até à sua própria morte, em 1555. Em 1516, com a morte de seu pai, ela se torna rainha de Aragão e posteriormente de Espanha. |

### Casa de Habsburgo
| # | Nome     |  | Início do governo      | Fim do governo         | Casamento(s)              | Cognome(s) | Notas                          |
| - | -------- |  | ---------------------- | ---------------------- | ------------------------- | ---------- | ------------------------------ |
| - | Filipe I |  | 26 de Novembro de 1504 | 25 de Setembro de 1506 | Joana de Castela 6 Filhos | o Belo     | Foi o rei consorte de Joana I. |

A lista prossegue com Lista de reis de Espanha.